# Iglesia Episcopal de San Matías (National City)
La Iglesia Episcopal de San Matías (en inglés: St. Matthew's Episcopal Church) es una iglesia histórica ubicada en National City, California.  Iglesia Episcopal de San Matías se encuentra inscrita  en el Registro Nacional de Lugares Históricos desde el 25 de octubre de 1973.

## Ubicación
La Iglesia Episcopal San Matías se encuentra dentro del condado de San Diego en las coordenadas 32°40′40″N 117°06′02″O / 32.677778, -117.100556.